# Maria Sanmartí
Maria Sanmartí (Barcelona, 7 de setembre de 1886 – París, 1959), fou una pintora i ceramista catalana.
Començà a pintar ja gran, l'any 1947, i animada pel seu fill, Antoni Clavé, a partir del 1949 exposà en nombroses galeries internacionals. L'any 1948, Josep Palau i Fabre, sota el pseudònim de l'Alquimista, li dedicà un article a la revista Ariel.
El 2024 la Fundació Palau li va dedicar una exposició monogràfica.